# Bửu Lộc
Le prince Bửu Lộc (Nguyễn Phúc Bửu Lộc) né à Hué le 22 août 1914 et mort à Paris 16e le 27 février 1990, est un diplomate et homme politique vietnamien, arrière-arrière-petit-fils de l'empereur Minh Mang. Il a été premier ministre de l'État du Viêt Nam du 12 janvier au 16 juin 1954.

## Biographie
Il poursuit une partie de ses études secondaires en France, puis étudie le droit à l'université de Montpellier.
Il est chef de cabinet de Bảo Đại en 1948 et 1949, puis nommé représentant spécial de son pays à l'Assemblée générale des Nations unies. Il est directeur du cabinet impérial à Paris en 1951 et 1952 et haut-commissaire l'année suivante. Ensuite il est nommé ministre de l'Intérieur de l'État du Viêt Nam et Premier ministre. Il ne reste que quelques mois à son poste pour être remplacé par Ngô Đình Diệm et retourne à son poste précédent à Paris.
Il se marie en 1958 avec France Pacteau, dont il a un fils, Jean-François Nguyen-Phuc-Vinh-Loc.
Il meurt en 1990 à Paris.